# Kiarov
Kiarov, ungarisch Ipolykér (bis 1907 ungarisch Kiskér és Nagykér) ist eine Gemeinde im Süden der Slowakei mit 255 Einwohnern (Stand 31. Dezember 2024). Sie gehört zum Okres Veľký Krtíš, einem Kreis des Banskobystrický kraj.

## Geographie
Die Gemeinde befindet sich im Talkessel Ipeľská kotlina, einem Teil der größeren Einheit Juhoslovenská kotlina, auf der linken Seite des Vrbovský potok im Einzugsgebiet des Ipeľ, unweit der Staatsgrenze zu Ungarn. Die Landschaft variiert von der Flurterrasse des Ipeľ im Süden bis zur Hügellandschaft im Norden. Das Ortszentrum liegt auf einer Höhe von 170 m n.m. und ist 17 Kilometer von Veľký Krtíš entfernt.
Nachbargemeinden sind Želovce im Westen und Norden, Olováry und Zombor im Nordosten, Kováčovce im Osten, Hugyag (H) im Südosten und Vrbovka im Süden und Südwesten.

## Geschichte
Auf dem Gemeindegebiet von Kiarov gab es eine Siedlung der Lengyel-Kultur sowie slawische und mittelalterliche Siedlungen.
Kiarov wurde zum ersten Mal 1271 als Keer schriftlich erwähnt und war Besitz von Familien Kéry, Madách sowie anderen. Im 15. Jahrhundert spaltete sich der Ort in zwei Teile, die in der ersten Hälfte des 17. Jahrhunderts in der Zeit der Türkenkriege verwüstet wurden und nach 1680 wieder als Siedlungen entstanden. In der zweiten Hälfte des 19. Jahrhunderts schlossen sich die beiden Orte wieder zusammen. Die Haupteinnahmequelle der Bevölkerung war Landwirtschaft.
Bis 1918/1919 gehörte der im Komitat Neograd liegende Ort zum Königreich Ungarn und kam danach zur Tschechoslowakei beziehungsweise heute Slowakei. Auf Grund des Ersten Wiener Schiedsspruchs lag er von 1938 bis 1944 noch einmal in Ungarn.

## Bevölkerung
| Jahr                | 1994 | 2004    | 2014    | 2024     |
| ------------------- | ---- | ------- | ------- | -------- |
| Anzahl der Personen | 350  | 320     | 317     | 255      |
| Unterschied         |      | −8,57 % | −0,93 % | −19,55 % |

| Jahr                | 2023 | 2024    |
| ------------------- | ---- | ------- |
| Anzahl der Personen | 257  | 255     |
| Unterschied         |      | −0,77 % |

Gemäß der Volkszählung 2011 wohnten in Kiarov 308 Einwohner, davon 176 Magyaren, 112 Slowaken, zwei Roma und ein Tscheche. 17 Einwohner machten keine Angabe zur Ethnie. 
268 Einwohner bekannten sich zur römisch-katholischen Kirche, neun Einwohner zur Evangelischen Kirche A. B., sieben Einwohner zu den Zeugen Jehovas sowie jeweils ein Einwohner zur griechisch-katholischen Kirche und zur reformierten Kirche. Zwei Einwohner waren konfessionslos und bei acht Einwohnern wurde die Konfession nicht ermittelt.

## Bauwerke
- Wegkapelle Sieben Schmerzen Mariens im Barockstil aus dem 18. Jahrhundert, mit einem Glockenturm aus dem frühen 19. Jahrhundert[6]